# Cyrtopholis media
Cyrtopholis media là một loài nhện trong họ Theraphosidae.
Loài này thuộc chi Cyrtopholis. Cyrtopholis media được Ralph Vary Chamberlin miêu tả năm 1917.